# BBC Red Button
BBC Red Button est le nom de la chaîne interactive de la BBC diffusant au Royaume-Uni depuis 1999, au début sous le nom de BBC Text, relancée en novembre 2001 sous le nom de BBCi, et finalement baptisée BBC Red Button en 2008.

## Historique

### BBC Text (1999-2001)
La BBC commence à déployer des services de télétexte sur les services de télévision numérique (DTT) dès novembre 1998. Ce n'est pourtant qu'en septembre 1999 que le service BBC Text est lancé sur les services de télévision numérique, puis sur le câble et le satellite. Dans un premier temps, les services proposées étaient issus de l'ancien télétexte de la BBC nommé Ceefax. L'interface de BBC Text était cependant beaucoup plus évoluée et permettait notamment l'affichage de photographies, chose impossible pour Ceefax, dépendant des limitations techniques du télétexte qui ne permet d'afficher que des blocs de couleur (à la manière du Minitel en France).

### BBCi (2001-2008)
BBC Text devient BBCi à l'automne 2001, avec le suffixe "i" suggérant la technologie et l'interactif. C'est à la même époque que la BBC lance le service i-Bar qui fournit au téléspectateur des informations supplémentaires sur le programme qu'il regarde et lui suggère d'autres programmes télévisés ou radiophoniques qui pourraient aussi l'intéresser. Vers 2004, la marque BBCi qui est utilisée sur différentes plateformes est progressivement abandonnée par la BBC notamment sur son site web où elle est remplacée par bbc.co.uk.

### BBC Red Button (Depuis 2008)
Le service BBCi est finalement rebaptisé BBC Red Button en 2008 à l'occasion de la grande « refonte » de la BBC. Le service fête ses dix années en novembre 2008. Pour la couverture des Jeux olympiques de Londres 2012, BBC propose 24 canaux de diffusion en direct et en haute définition en plus de la diffusion hertzienne sur ses antennes. En décembre 2012, un nouveau service, BBC Connected Red Button, est lancé sur les plateformes Virgin TiVo et certaines télévisions connectées à Internet. Ce service propose une interface simplifiée et plus moderne par rapport au service classique pour accéder aux canaux de diffusion supplémentaires des événements sportifs en direct (tel Wimbledon), des angles de vues supplémentaires (pour les grands prix de Formule 1 par exemple), des webcams en direct... Le service BBC Red Button adopte une identité différente en avril 2015 et devient BBC Red Button+.

### Identité visuelle (logotype)

Logo de BBC Red Button de 2008 à avril 2015
Logo de BBC Red Button+ de avril 2015 à octobre 2021
Logo de BBC Red Button+ depuis octobre 2021